# Alchemilla ciliata
Alchemilla ciliata é uma espécie de rosácea do gênero Alchemilla, pertencente à família Rosaceae.